# Ligier EZ10
De Ligier EZ10 is een zespersoons voertuig zonder chauffeur (in het Frans: VIPA, of Véhicule Individuel Public Autonome) dat op elektriciteit rijdt. De auto rijdt maximaal 50 kilometer per uur en heeft een actieradius van ca. 400 km. De besturing van de auto gaat via GPS, 3D-beeld en een radarsysteem. 
Er zijn 6 zitplaatsen en vier staplaatsen, of er kan ruimte gemaakt worden voor een rolstoel. Het voertuig is ontworpen om vaste routes te rijden op bijvoorbeeld industrieterreinen, luchthavens of in pretparken. Het voertuig heeft geen voor- of achterkant; het kan op elke plaats omkeren zonder te draaien.
De EZ10 gebruikt onder meer analyse van videobeelden om zich op de juiste plaats op de weg te begeven.
Hij observeert voortdurend een virtueel pad dat voor hem ligt langs een eenmaal eerder handmatig voorgereden route. 
Hij kan hindernissen (ook mensen) tot op 50 meter afstand waarnemen en daarop reageren door automatisch af te remmen of te stoppen.
De EZ10 wordt op de markt gebracht door EasyMile, een joint venture tussen de groep Ligier en Robosoft, een bedrijf gespecialiseerd in robotica. In de zomer van 2015 werd het systeem gedemonstreerd op de campus van de École Polytechnique Fédérale de Lausanne (EPFL) in Lausanne (Zwitserland). Een vloot van vier shuttles vervoerde in die periode zonder incidenten bijna 7000 personen op een route van 1,5 km. In juli 2015 werd de EZ10 ook ingezet in Vantaa (Finland), waar ze een shuttledienst verzorgden tussen het spoorwegstation Kivistö en de nabijgelegen evenementenhal. Beide projecten kaderden in het Europese CityMobil2-project.
De eerste zelfrijdende bus in Nederland werd op dinsdagmiddag 13 september 2016 in Appelscha voor het eerst de openbare weg gedemonstreerd. Er werden al eerder proeven gedaan met het voertuig, maar nu mag het dus voor het eerst de weg op. Het gaat om een proef, die tot en met 7 november 2016 heeft geduurd. Het busje reed op een traject van 2,5 kilometer tussen het bezoekerscentrum van Staatsbosbeheer en de Wester Es rijden. Mogelijk is het voertuig een oplossing voor streekvervoer in krimpgebieden.
In de Eemshaven werd tussen 1 november 2017 en 1 december 2017 op een afgeschermd testtraject zelfrijdende busje getest. Onder andere wordt er testen gedaan met objectherkenning en met het rijden onder verschillende weersomstandigheden. Met behulp van een simulator worden nieuwe proeven voorbereid en kunnen verschillende verkeersituaties worden nagebootst. Hierdoor gaat de ontwikkeling van de voertuigen een stuk sneller en hoeven er minder praktijkritten gemaakt te worden.

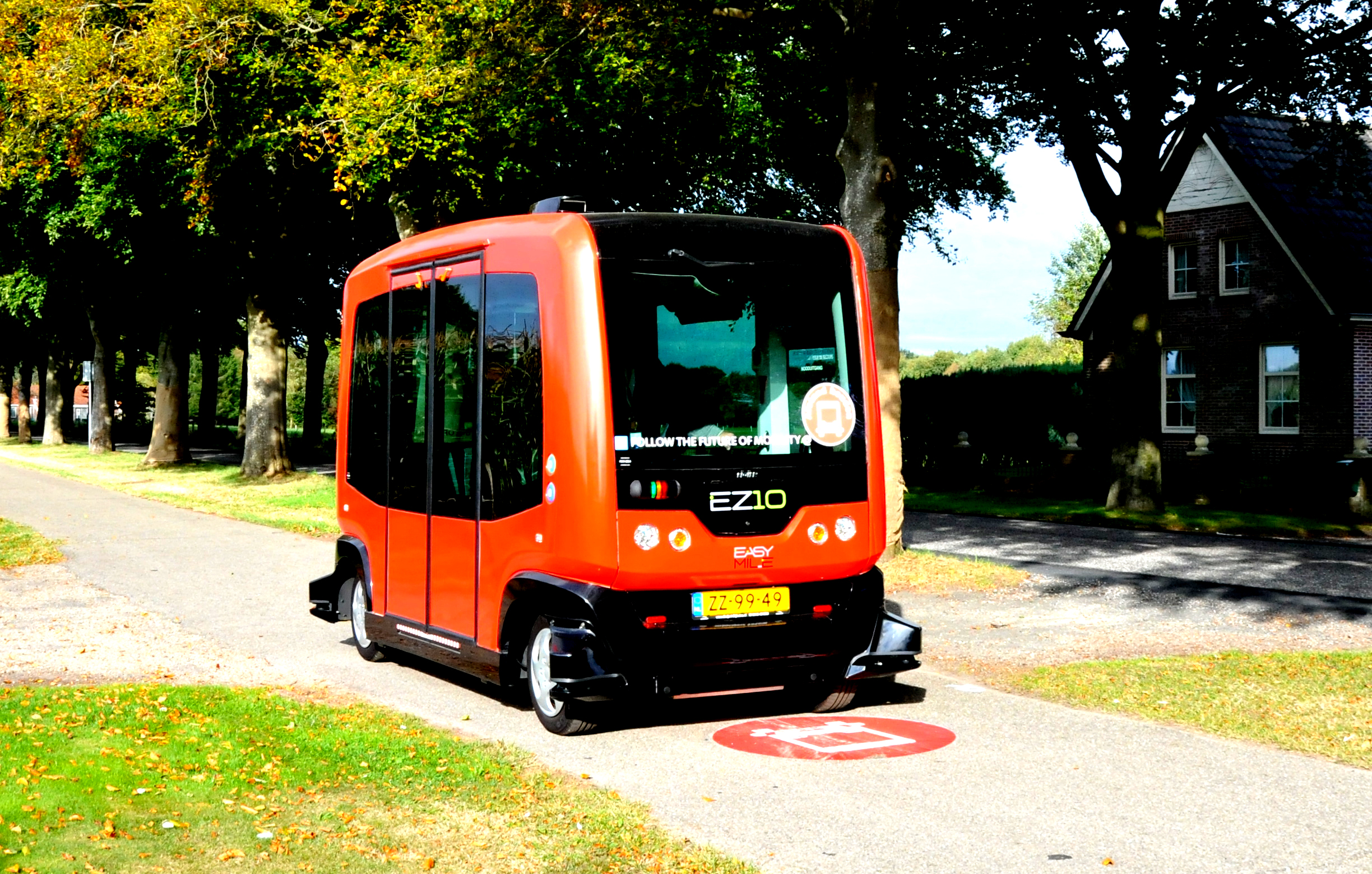
Testperiode in 2016 te Appelscha